# Ludwig von Wißmann
Ludwig Friedrich August Wißmann, ab 1816: von Wißmann (* 4. Dezember 1770 in Berlin; † 23. November 1856 in Frankfurt (Oder)), war preußischer Jurist und Regierungspräsident.

## Leben
Ludwig Wißmann war der Sohn des markgräflichen Domänen-Kammerrats in Schwedt, August Wilhelm Wißmann (1741–1791), und der Sophie Friederike Wißmann, geb. Behrens († 1820), Tochter des Hofrats und Mediziners, Leibarztes in Schwedt, Burchart Heinrich Behrens (* 1716), und der Johanne Ernestine de Marées (1726–1781).
Wißmann wirkte als preußischer Rat und zweiter Justitiar in der ostpreußischen Kriegs- und Domänenkammer in Königsberg (Preußen). 1809 übernahm er das neugeschaffene Amt des Regierungspräsidenten in Königsberg. Bereits 1810 wechselte er als Regierungspräsident nach Marienwerder und war 1813 auf der gleichen Position in der Regierung in Frankfurt (Oder) angestellt. In dieser Funktion galt er nach den Worten Varnhagens „für den tüchtigsten aller Präsidenten des preußischen Staats“.
1809 heiratete er Auguste, geb. Schwinck (1790–1831), Tochter des Königsberger Kommerzienrats Georg Gotthilf Schwinck (1763–1819) und der Charlotte (Regina Charlotta) Fischer, einer Schwester der Elisabeth von Staegemann. Auguste Schwinck wurde in seiner Königsberger Zeit (Dezember 1806-September 1807) von Achim von Arnim verehrt. Das Haus des Ehepaars Wißmann in der Gubener Straße 16 in Frankfurt (Oder) war in den 1820er-Jahren ein vielbesuchter Salon, in dem u. a. Minna von Zielinski, geb. Wagner, später verheirateten Treskow und Mutter der Ada von Treskow, mit ihrem damaligen Ehemann Karl Heinrich von Zielinski, sowie Leopold von Ranke verkehrten.
Als Neffe eines 1787 Nobilitierten von Wißmann wurde er am 16. März 1816 ebenfalls in den Adelsstand erhoben.
Am 17. Mai 1844 wurde er von der Juristischen Fakultät der Universität Breslau zum Ehrendoktor promoviert.
Er verstarb ohne Nachkommen.